# Малое Яшалтинское
Ма́лое Яшалти́нское (Малая Яшалта) — солёное озеро в центральной части Яшалтинского района Республики Калмыкия.
Площадь поверхности — 12,5 км².
Относится к Манычской озёрной группе. Гидрологический режим озера нестабилен, зависит от количества осадков. Озеро подпитывается путём вымывания дождевыми, талыми и грунтовыми водами морских грунтовых отложений. Озеро периодически пересыхает.

## Источник
- Атлас Республики Калмыкия, ФГУП «Северо-Кавказское аэрогеодезическое предприятие», Пятигорск, 2010 г., стр. 109